# إلمر دي. والاس
إلمر دي. والاس هو سياسي أمريكي، ولد في 5 يوليو 1844 في مقاطعة ماكومب في الولايات المتحدة، وتوفي في 20 مايو 1928. انتخب نائب حاكم شمال داكوتا ‏.